# (32890) Schwob
(32890) Schwob est un astéroïde de la ceinture principale, de la famille de Hungaria, également aréocroiseur.

## Description
(32890) Schwob est un astéroïde de la ceinture principale, de la famille de Hungaria. Il présente une orbite caractérisée par un demi-grand axe de 1,88 UA, une excentricité de 0,17 et une inclinaison de 28,6° par rapport à l'écliptique.

## Compléments